# Phyllodoce (planta)
Phyllodoce és un petit gènere de plantes dins la família Ericàcia. Són plantes natives d'Amèrica del Nord i Euràsia, on tenen una distribució circumboreal.
Són subarbusts que es presenten a la regió àrtico-alpina. Sovint tenen rizomes. La inflorescència és amb flors solitàries o en un conjunt de fins 30 flors acampanades. Fruit en càpsula.

## Algunes espècies
- Phyllodoce aleutica – Aleutian mountain heath
- Phyllodoce breweri – purple mountain heath, red mountain heather, Brewer's mountain heath
- Phyllodoce caerulea – blue mountain heath, purple mountain heather
- Phyllodoce empetriformis – pink mountain heath, red mountain heath
- Phyllodoce glanduliflora – yellow mountain heath

Hi pot haver híbrids.
El nom genèric, Phyllodoce, prové d'una de les nereides de la mitologia grega.